# Кампореале
Кампореале (італ. Camporeale, сиц. Campuriali) — муніципалітет в Італії, у регіоні Сицилія,  метрополійне місто Палермо.
Кампореале розташоване на відстані близько 450 км на південь від Рима, 34 км на південний захід від Палермо.
Населення — 3427 осіб (2014).

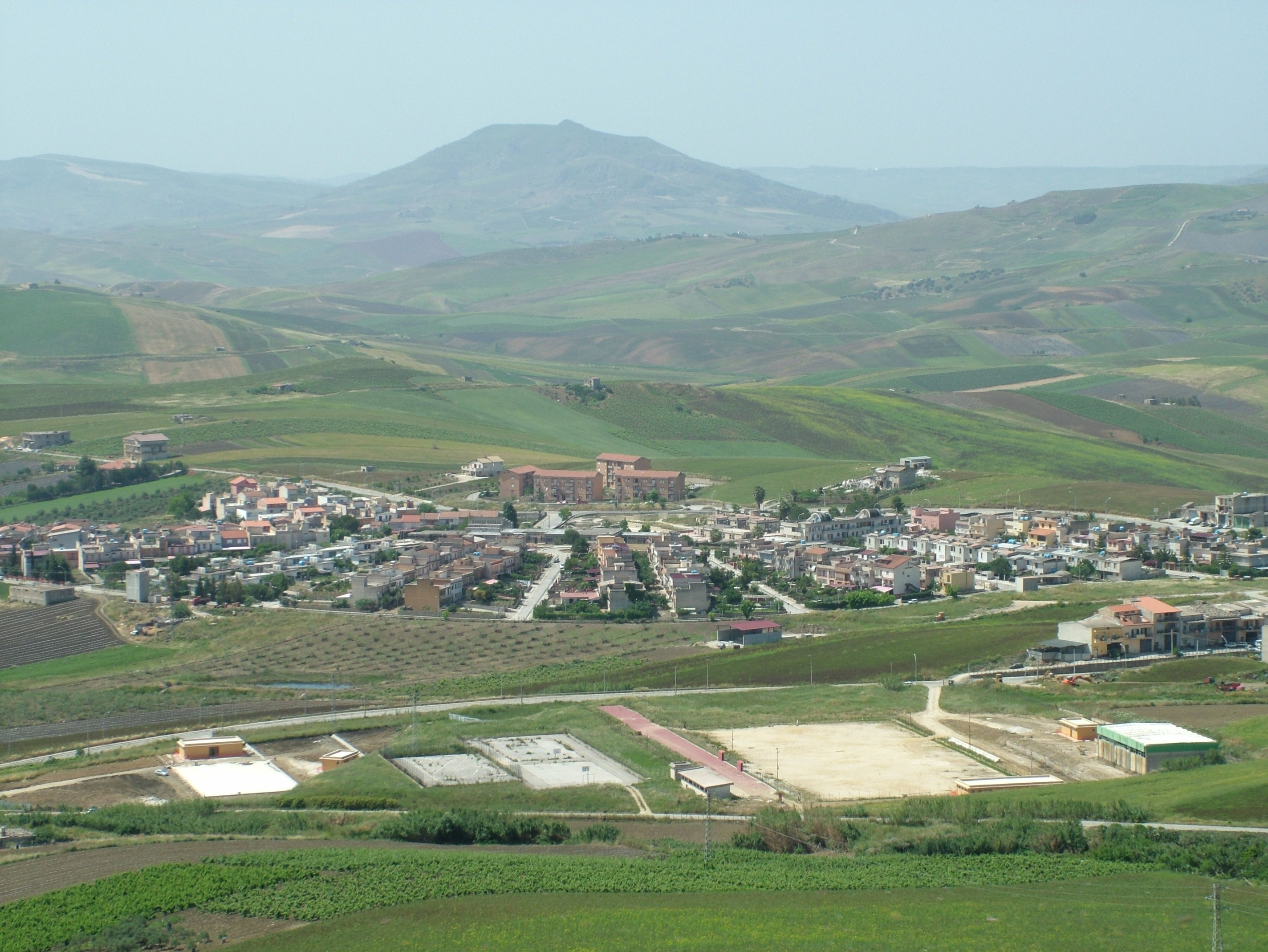

Щорічний фестиваль відбувається 15 серпня. Покровитель — Maria SS. Assunta.

## Демографія
Населення за роками:

Станом на 1 січня 2023 року в муніципалітеті офіційно проживало 47 іноземців з 12 країн, серед них 27 громадян країн Євросоюзу.

## Сусідні муніципалітети
- Алькамо
- Монреале